# Simon János (kosárlabdázó)
Simon János (1929. március 1. – 2010. október 31.) kosárlabdázó, center, edző.
Az 1955-ös magyar kosárlabda aranycsapat tagja. Kiemelkedő játékos.

2005 decemberében egy szakmai zsűri és közönségszavazatok alapján beválasztották a magyar kosárlabdázás halhatatlan játékosai közé.
2012. szeptemberétől a nevét viseli a Budapesti Honvéd Labdajáték Terme

## Élete

### Csapatai
Budafok MTE, Bp. Honvéd

### Eredményei
- 14× magyar bajnok;
- 1× főiskolai világbajnok (1954);
- Eb ezüstérem (1953);
- Európa-bajnok (1955);
- 116× válogatott;
- 2 olimpiai részvétel (1952, 1960);

Edzőként:
- 5× magyar bajnok (Bp. Honvéd)

### Érdekesség
A római olimpia megnyitóján a magyar csapat zászlaját ő vitte.

## Díjai, elismerései
- A Magyar Népköztársaság Érdemes Sportolója (1955)[4]
- Magyar Népköztársasági Sportérdemérem arany fokozat (1960)[5]
- Munkaérdemérem (1962)[6]
- Munka Érdemrend bronz fokozat (1964)[7]